# Grimsby
Grimsby é uma cidade do distrito de North East Lincolnshire, no Condado de Lincolnshire, na Inglaterra. Sua população é de 88.099 habitantes (2016).